# TSPY4
TSPY4 (англ. Testis specific protein, Y-linked 4) – білок, який кодується однойменним геном, розташованим у людей на короткому плечі Y-хромосоми. Довжина поліпептидного ланцюга білка становить 314 амінокислот, а молекулярна маса — 35 727.
| 10         |  | 20         |  | 30         |  | 40         |  | 50         |
| ---------- |  | ---------- |  | ---------- |  | ---------- |  | ---------- |
| MRPEGSLTYR |  | VPERLRQGFC |  | GVGRAAQALV |  | CASAKEGTAF |  | RMEAVQEGAA |
| GVESEQAALG |  | EEAVLLLDDI |  | MAEVEVVAEV |  | EVVAEEEGLV |  | ERREEAQRAQ |
| QAVPGPGPMT |  | PESALEELLA |  | VQVELEPVNA |  | QARKAFSRQR |  | EKMERRRKPH |
| LDRRGAVIQS |  | VPGFWANVIA |  | NHPQMSALIT |  | DEDEDMLSYM |  | VSLEVEEEKH |
| PVHLCKIMLF |  | FRSNPYFQNK |  | VITKEYLVNI |  | TEYRASHSTP |  | IEWYPDYEVE |
| AYRRRHHNSS |  | LNFFNWFSDH |  | NFAGSNKIAE |  | ILCKDLWRNP |  | LQYYKRMKPP |
| EEGTETSGDS |  | QLLS       |  |            |  |            |  |            |

A: Аланін

C: Цистеїн

D: Аспарагінова кислота

E: Глутамінова кислота

F: Фенілаланін

G: Гліцин

H: Гістидин

I: Ізолейцин

K: Лізин

L: Лейцин

M: Метіонін

N: Аспарагін

P: Пролін

Q: Глутамін

R: Аргінін

S: Серин

T: Треонін

V: Валін

W: Триптофан

Кодований геном білок за функцією належить до білків розвитку. 
Задіяний у таких біологічних процесах, як диференціація клітин, сперматогенез. 
Локалізований у цитоплазмі, ядрі.